# Giro dell'Emilia 2019
Il Giro dell'Emilia 2019, centoduesima edizione della corsa, valevole come evento dell'UCI Europe Tour 2019 e della Ciclismo Cup 2019, di categoria 1.HC, si è svolta il 5 ottobre 2019 su un percorso di 207,4 km, con partenza da Bologna e arrivo a San Luca, in Italia. La vittoria è stata appannaggio dello sloveno Primož Roglič, che ha completato il percorso in 5h08'08" alla media di 40,385 km/h, precedendo il canadese Michael Woods e il colombiano Sergio Higuita.
Sul traguardo del San Luca 65 ciclisti, su 165 partiti da Bologna, hanno portato a termine la competizione.

## Squadre e corridori partecipanti
| N.      | Cod. | Squadra                       |
| ------- | ---- | ----------------------------- |
| 1-7     | TFS  | Trek-Segafredo                |
| 11-17   | TJV  | Team Jumbo-Visma              |
| 22-27   | MTS  | Mitchelton-Scott              |
| 31-37   | MOV  | Movistar Team                 |
| 41-47   | UAD  | UAE Team Emirates             |
| 51-57   | GFC  | Groupama-FDJ                  |
| 61-67   | EF1  | EF Education First            |
| 71-76   | AST  | Astana Pro Team               |
| 81-87   | ALM  | AG2R La Mondiale              |
| 91-97   | TBM  | Bahrain-Merida                |
| 101-107 | INS  | Team Ineos                    |
| 111-117 | PCB  | Team Arkéa-Samsic             |
| 121-127 | NSK  | Neri Sottoli Selle Italia KTM |

| N.      | Cod. | Squadra                            |
| ------- | ---- | ---------------------------------- |
| 131-137 | ICA  | Wanty-Gobert Cycling Team          |
| 141-147 | NIP  | Nippo-Vini Fantini-Faizanè         |
| 151-157 | GAZ  | Gazprom-RusVelo                    |
| 161-167 | CJR  | Caja Rural-Seguros RGA             |
| 171-177 | BRD  | Bardiani CSF                       |
| 181-187 | ANS  | Androni Giocattoli-Sidermec        |
| 191-197 | SAN  | Sangemini-Trevigiani-MG.K Vis      |
| 201-206 | AMO  | Amore & Vita-Prodir                |
| 211-217 | BHP  | BeltramiTSA Hopplà Petroli Firenze |
| 221-227 | CPK  | Team Colpack                       |
| 231-236 | GTV  | Giotti Victoria-Palomar            |
| 241-247 | BIC  | Biesse Carrera                     |

## Ordine d'arrivo (Top 10)
| Pos. | Corridore          | Squadra  | Tempo    |
| ---- | ------------------ | -------- | -------- |
| 1    | Primož Roglič      | Jumbo    | 5h08'08" |
| 2    | Michael Woods      | EF       | a 14"    |
| 3    | Sergio Higuita     | EF       | s.t.     |
| 4    | Bauke Mollema      | Trek     | a 16"    |
| 5    | Alejandro Valverde | Movistar | s.t.     |
| 6    | Diego Ulissi       | UAE      | a 20"    |
| 7    | Pierre Latour      | AG2R     | a 23"    |
| 8    | Jakob Fuglsang     | Astana   | s.t.     |
| 9    | Egan Bernal        | Ineos    | a 27"    |
| 10   | Gianluca Brambilla | Trek     | a 31"    |